# Gmina Monroe (hrabstwo Butler)

Położenie Gminy Monroe w hrabstwie Butler

Gmina Monroe (ang. Monroe Township) – gmina w USA, w stanie Iowa, w hrabstwie Butler. Według danych z 2000 roku gmina miała 1637 mieszkańców.